# Élection présidentielle de 2002 en république du Congo
L'élection présidentielle en république du Congo de 2002, deuxième élection présidentielle depuis 1992 au suffrage universel direct, est un scrutin visant à élire le président de la république du Congo pour un mandat de sept ans. Elle se tint le 10 mars 2002.
Le premier tour voit s'affronter sept candidats. Denis Sassou-Nguesso, candidat du Parti congolais du travail arrive en tête avec 89,41 % soit 1 075 247 bulletins de vote à son nom.
L'investiture du président de la République a lieu le 29 mars 2002.

## Contexte

### Guerre civile
En mai 1997, Denis Sassou-Nguesso part en campagne préélectorale en prévision de l'élection présidentielle à venir. Des membres de son propre parti sont alors soupçonnés de lui en vouloir et de préparer un assassinat. En conséquence, les forces armées du président Pascal Lissouba abattent un militaire proche de Yhombi-Opango. C'est alors que le pays va sombrer dans une situation de guerre civile, qui va durer de mai à octobre, date de la démission de Pascal Lissouba.

### Référendum
En janvier s'est tenu un référendum pour choisir la nouvelle constitution. Elle fut approuvée à plus de 80 % des voix.

## Candidats

### Candidats déclarés
- Denis Sassou-Nguesso, candidat du Parti congolais du travail

### Candidats retirés
- André Milongo, candidat indépendant et ancien premier ministre

## Résultats
Denis Sassou-Nguesso n'ayant aucun candidat dangereux contre lui, à la suite du retrait d'André Milongo n'eut aucun mal à se faire élire à sa succession. Il arriva en tête dans toutes les régions du pays avec plus d'un million de bulletins de vote à son nom. Les résultats de l'élection furent néanmoins contestés. La publication des résultats fut annoncée le 13 mars 2002 par le ministre de l'Intérieur, Pierre Oba.
|                          |                                                                                                | Premier tour le 10 mars 2002 |                |               |
|                          |                                                                                                | Nombre                       | % des inscrits | % des votants |
| Inscrits                 | Inscrits                                                                                       | 1 733 943                    |                |               |
| Votants                  | Votants                                                                                        | 1 380 651                    | 74,70%         |               |
| suffrages exprimés       | suffrages exprimés                                                                             | 1 202 611                    |                | 87,10%        |
| bulletins blancs ou nuls | bulletins blancs ou nuls                                                                       | 97 208                       |                | 12,90%        |
| Abstentions              | Abstentions                                                                                    | 531 332                      | 25,30%         |               |
|                          |                                                                                                |                              |                |               |
|                          | Candidat Parti politique                                                                       | Voix                         | % des exprimés |               |
|                          | Denis Sassou-Nguesso Parti congolais du travail, soutenu par les Forces démocratiques unifiées | 1 075 247                    | 89,41 %        |               |
|                          | Joseph Kignoumbi Kia Mboungou Union panafricaine pour la démocratie sociale                    | 33 154                       | 2,76 %         |               |
|                          | Angèle Bandou Inconnu                                                                          | 27 849                       | 2,32 %         |               |
|                          | Jean-Félix Demba Tello Sans étiquette                                                          | 20 252                       | 1,68 %         |               |
|                          | Luc Adamo Matela Inconnu                                                                       | 19 074                       | 1,59 %         |               |
|                          | Come Mankcasse Inconnu                                                                         | 15 054                       | 1,25 %         |               |
|                          | Bonaventure Mizidy (en) Parti républicain libéral                                              | 11 981                       | 1,00 %         |               |
|                          |                                                                                                |                              |                |               |

## Controverses
André Milongo, candidat de l'Union pour la démocratie et la République s'est retiré le 8 mars 2002, deux jours avant le scrutin estimant que l'élection n'était pas démocratique et qu'il y avait des risques de fraudes.